# Wertanalyse
Die Wertanalyse (englisch value analysis) ist in der Betriebswirtschaftslehre und im Value Management eine Methodik, den durch Produktqualität/Dienstleistungsqualität ausgedrückten Wert von Produkten oder Dienstleistungen gezielt zu verbessern.

## Allgemeines
Die Wertanalyse wurde 1947 bei General Electric durch deren Chefeinkäufer Lawrence D. Miles (1904–1985) ins Leben gerufen und strebte die Senkung der Materialkosten ohne Verschlechterung der Produktqualität an. Nächste Entwicklungsstufe war die Overhead-Value-Analysis (OVA). McKinsey & Company entwickelte aus der OVA die – an die europäischen Gegebenheiten angepasste – Gemeinkostenwertanalyse (GWA), die 1975 in Deutschland eingeführt wurde. Die OVA wird in der deutschsprachigen Fachliteratur als GWA, Gemeinkosten-Systems-Engineering oder administrative Wertanalyse bezeichnet. Im Jahre 1999 definierte die deutsche Fachliteratur die Wertanalyse „als eine vom Produkt unabhängige, systematische Methode zur Problemerkennung und -lösung, um den vom Kunden bzw. Anwender gewünschten Nutzen mit den geringstmöglichen Kosten zu realisieren, ohne dabei Qualität, Zuverlässigkeit und Marktfähigkeit negativ zu beeinflussen“.
In der DIN EN 1325-1 wird die Wertanalyse als ein organisierter und kreativer Ansatz definiert, der einen funktionenorientierten und wirtschaftlichen Gestaltungsprozess mit dem Ziel der Wertsteigerung eines WA-Objektes zur Anwendung bringt. In der jüngeren Vergangenheit wurde die Wertanalyse zum Value Management weiterentwickelt.

## Inhalt
Die Wertanalyse dient der Entwicklung und Verbesserung von Produkten, technischen Abläufen und anderen Vorgängen in den Bereichen Wirtschaft, Wissenschaft und Verwaltung. Durch die Anwendung der Wertanalyse wird in der Regel eine Verbesserung und Wertsteigerung der bearbeiteten Objekte erreicht, die gleichzeitig mit einer Kostensenkung gegenüber der ursprünglichen Situation verbunden sind. Die Wertanalyse wird grundsätzlich als Projekt und in kleinen interdisziplinären Teams durchgeführt.
Zur Wertanalyse gehören das Zusammenwirken der Systemelemente Methodik, Verhaltensweisen und Management unter Einbeziehung des Umfeldes zu einer ganzheitlichen Lösungsfindung. Kennzeichnend für die Methodik ist die grundsätzlich systematische Vorgehensweise in einzelnen Arbeitsschritten, das Denken in Wirkungen und Funktionen sowie die Trennung der kreativen Phase bei der Lösungssuche von der Bewertung der verschiedenen ermittelten Lösungsalternativen und der endgültigen Entscheidung für eine Lösung.
Der zentrale Maßstab aller Entscheidungen bei der Wertanalyse ist der Begriff Wert, der allgemein durch das Verhältnis von Nutzen und Aufwand definiert ist, grundsätzlich > 1 sein muss und durch Einsatz der Wertanalyse weiter gesteigert werden soll.
Der Begriff Wertanalyse wird im Deutschen gleichbedeutend mit den englischen Begriffen Value Engineering und Value Analysis verwendet. Alternativ gibt es weiterführende Meinungen, dass Value Analysis die Anwendung von Wertanalyse zur Optimierung von bestehenden Produkten und Value Engineering die Anwendung der Methode Wertanalyse im Entwicklungsbereich ist.

## Ziele der Wertanalyse
Wichtigstes Ziel der Wertanalyse ist die Optimierung der Ertragskraft durch beispielsweise einen höheren Gewinn. Dies wird durch kostengünstigere Produkte sowie verbesserte Prozesse und Dienstleistungen erreicht. Wird die Wertanalyse bei der Planung von neuen Produkten oder Produktionsprogrammen angewendet, spricht man von Wertplanung. Wertgestaltung wird die Anwendung von Wertanalyse in der Konzeptphase genannt. Bei bereits bestehenden Produkten hingegen spricht man von Wertverbesserung.
Sowohl durch die beschriebenen Grundelemente als auch durch ihre „ganzheitliche Betrachtungsweise“ setzt sich die Methodik deutlich positiv von anderen Methoden ab. Die Anwendung der Wertanalyse bietet die Möglichkeit einer Erweiterung der zu berücksichtigenden Rahmenbedingungen. Interessen und Restriktionen aller betroffenen Bereiche sowie des Umfeldes werden hierbei bedacht. Neben der Befriedigung von Nutzerbedürfnissen sind auch ökonomische und ökologische Reglementierungen durch den Staat, das Unternehmen oder allgemein geltende Normen und Werte eingeschlossen.
Die Wertanalyse beschäftigt sich mit den Wirkungen eines Produkts, eines Ablaufes, die in Funktionen formuliert werden.
Es wird überprüft:
- welche Wirkungen das Produkt oder der untersuchte Prozess überhaupt entwickeln soll,
- ob alle Wirkungen, die ein Objekt entfaltet, gewünscht oder notwendig sind,
- ob sich die gewünschten Wirkungen mit anderen Lösungen kostengünstiger und besser realisieren lassen,
- welchen Preis ein Kunde bereit ist, für die Wirkung zu bezahlen.

Die Wertanalyse wird nicht nur bei bestehenden Produkten zur Wertverbesserung und Kostensenkung eingesetzt, sondern auch bei Produkten, die sich erst in der Entwicklung befinden (Wertgestaltung).
Ursprünglich wurde die Wertanalyse in DIN 69910 beschrieben. Durch die mit Unterstützung der Europäischen Union erfolgte Weiterentwicklung zum Value Management findet man sie nun in den Normen DIN 1325-1 und DIN 12973 verteilt. Um das Verfahren als einzelnes zu erhalten, hat der VDI sie in seine Richtlinien VDI 2800 bis 2806 übernommen.
Die Unternehmensberatung McKinsey propagierte lange die Gemeinkostenwertanalyse hauptsächlich zur Personalkostensenkung.
Mit der Methodik der Wertanalyse werden Ziele erreicht, wie zum Beispiel:
- Entwicklung und Verbesserung von Produkten und Prozessen,
- Zeitersparnis durch planmäßiges und zielgerichtetes Bearbeiten der Problemstellung,
- Motivationssteigerung bei Mitarbeitern durch Einbeziehen der Betroffenen in die Problemlösung,
- Stimulation von Kreativität durch den Einsatz entsprechender Methoden (Brainstorming etc.)
- Aufbau von Mitarbeiter-Netzwerken im Unternehmen,
- reibungslosere, weil verständnisvollere Zusammenarbeit in der Folge der Projekte,
- Know-how-Steigerungen bei allen Teammitgliedern,
- Teamorientiertes Arbeiten nach den Regeln des Konsensprinzips und
- Qualitätssteigerungen und Kosteneinsparungen von mindestens 10 %, in der Regel aber deutlich darüber (30 bis 50 %).

## Organisation der Wertanalyse
Die Wertanalyse enthält folgende vier Systemelemente:
Methoden und Werkzeuge
Der Arbeitsplan ist nach VDI-Richtlinie 2800 (früher DIN 69910) vorgegeben. Zielvorgaben bezüglich des Termins, der Qualität und der Kosten sind notwendig. Außerdem wird bereichsübergreifend im Team gearbeitet. Ein erfahrener Moderator mit einer VDI-Ausbildung zum Wertanalytiker übernimmt die Moderation und Leitung.
Menschliche Verhaltensweisen der Projektmitglieder
Die Teammitglieder, nicht mehr als 6 bis 8 Personen, sollten einen direkten Bezug zum herzustellenden Erzeugnis haben. Für Sachverhalte, für die das Team keine Kompetenzen hat, werden externe Experten herangezogen.
Zusätzlich wird von Anfang an eine Schulung zur Methodik der Wertanalyse durchgeführt. Ganzheitliches, systemorientiertes Denken ist ein Erfolgskriterium.
Managementstil
Das Management legt die Projektziele (Muss-Ziele) fest. Außerdem schafft es den Mitarbeitern günstige Arbeitsvoraussetzungen und sorgt für die Bereitstellung der Ressourcen. Das Management trifft die entsprechenden Entscheidungen und nimmt eine Vorbildfunktion ein.
Umfeldfaktoren
Das Umfeld, in dem eine Organisation existiert, muss bei jeder einzelnen Managementaktivität berücksichtigt werden.
Das Zusammenwirken dieser Systemelemente sowie deren gleichzeitige gegenseitige Beeinflussung bestimmen, inwieweit das Ziel einer Optimierung des Ergebnisses erreicht werden kann.

## Ablauf der Wertanalyse
Nach den früheren Beschreibungen in DIN 69910 und VDI 2800 enthielt die Wertanalyse sechs Arbeitsschritte. Nach den neuen Beschreibungen in DIN EN 12973 sowie VDI 2800 von 2010 besteht der Ablauf der Wertanalyse aus zehn Schritten:
0 Vorbereitung des Projektes;

1 Projektdefinition;

2 Planung;

3 Umfassende Daten über die Studie sammeln;

4 Funktionenanalyse, Kostenanalyse, Detailziele;

5 Sammeln und Finden von Lösungsideen;

6 Bewertung der Lösungsideen;

7 Entwicklung ganzheitlicher Vorschläge;

8 Präsentation der Vorschläge;

9 Realisierung.
Nachfolgend der alte Wertanalysearbeitsplan der VDI 2800 von 2000
1. Projekt vorbereiten
Die Kostenbestimmungsfaktoren werden mit einer ABC-Analyse gruppiert: Die Faktoren, die für 80 % der Herstellkosten verantwortlich sind, gehören der A-Gruppe an; die restlichen Kostenbestimmungsfaktoren werden den Gruppen B und C zugeordnet. Die Wertanalyse sollte sich auf die A-Gruppe konzentrieren, denn dort ist das Ersparnispotenzial in absoluten Beträgen am größten.
2. Objektsituation analysieren
In der Wertanalyse werden die Kosten eines Produkts ausschließlich auf dessen Funktionen bezogen. Funktionen im Sinne der Wertanalyse sind Zwecke, Aufgaben und Wirkungen von Objekten. In dieser Phase erfolgt die Funktionen- und Kostenanalyse.
  - Funktionenbeschreibung

Die Funktionenbeschreibung ist der Ausgangspunkt für die Ermittlung und für das Suchen von allen denkbaren Lösungen.
  - Funktionenarten

Die Funktionenarten können wie folgt eingeteilt werden:
Unter Gebrauchsfunktionen werden jene Funktionen verstanden, die zur technischen und wirtschaftlichen Nutzung des Wertanalyse-Objektes erforderlich sind.
Geltungsfunktionen sind jene, die die Gebrauchs- oder Nutzungsfunktion eines Objektes nicht wesentlich beeinflussen. Sie erfüllen die geschmacklichen oder prestigeorientierten Ansprüche. Eine Geltungsfunktion ist erforderlich, wenn der Kunde diese zusätzliche Funktion wünscht.
  - Funktionenklassen

Die Differenzierung nach Haupt- und Nebenfunktionen in der Wertanalyse ermöglicht es, die unbedingt erforderlichen Aufgaben von den nur mittelbar notwendigen zu trennen. Ein Produkt kann dabei mehrere Haupt- und Nebenfunktionen besitzen:
Die Hauptfunktionen kennzeichnen die eigentlichen Hauptaufgaben oder den Verwendungszweck des Untersuchungsobjektes. Ihre Erfüllung ist unerlässlich.
Die Nebenfunktionen kennzeichnen weitere notwendige Aufgaben, die dazu beitragen müssen, die Hauptfunktionen zu erfüllen. Sie helfen allerdings oft nur indirekt bei der Erfüllung der Hauptfunktion. In der wertanalytischen Untersuchung sollen daher einerseits Nebenfunktionen weitgehend eliminiert oder durch Zusammenfassung auf ein Mindestmaß zurückgeführt werden, andererseits könnten sie auch als unabwendbare Nebenfunktionen des Produkts erforderlich sein.
Ziel einer Wertanalyse ist es, die Nebenfunktionen eines Produkts zu verringern, und die unnötigen Funktionen ganz zu eliminieren. Deshalb ist eine gründliche Funktionsanalyse die Basis, von welcher der Erfolg dieser Arbeit abhängig ist.
  - Funktionenkosten

Die Funktionenkosten sind alle Kosten des Materials, der Fertigung und Montage sowie alle Planungs-, Investitions- und Dispositionskosten, die zur Herstellung des Produkts notwendig sind.
Sind diese Kosten nicht nur für die betrachteten Funktionen anzusetzen, so sind sie anteilsmäßig zuzurechnen. Durch diese Funktionskostenermittlung sollen Kostenschwerpunkte erkannt und Kostenvergleiche ermöglicht werden. Mit einer Funktionenkosten-Matrix lässt sich ermitteln, welche Kostenanteile auf die einzelnen Funktionen entfallen.
Die Ergebnisse der Funktionenkosten-Matrix geben Aufschluss über das weitere Vorgehen der Wertanalyse.
3. Soll-Zustand beschreiben
Für das Objekt werden Soll-Funktionen ermittelt. Das sind Funktionen, auf die man nicht verzichten kann. Diese Soll-Funktionen werden mit den Ist-Funktionen verglichen.
4. Lösungsideen entwickeln
Hier werden Lösungen gesucht, wie das Wertanalyse-Objekt alternativ zu gestalten ist, um die Soll-Funktionen realisieren zu können. Es können verschiedene Techniken der Ideenfindung eingesetzt werden, wie z. B. Brainstorming, Brainwriting, Delphitechnik, TRIZ.
5. Lösungen festlegen
In dieser Phase werden die Lösungen des vorigen Schrittes überprüft. Zunächst geht es um die Frage, ob die vorgegebenen Soll-Funktionen erfüllt werden. Anschließend erfolgt die Wirtschaftlichkeitsprüfung. Ziel ist es, diejenige Lösung zu ermitteln, bei der die vorgegebenen Funktionen mit den geringsten Kosten realisiert werden können.
6. Lösungen verwirklichen und kontrollieren
Bei diesem Teilschritt werden die Lösungen ausgewählt, verwirklicht und die Resultate überprüft.

## Beurteilung der Wertanalyse
Durch die Wertanalyse lassen sich Kostensenkungen und Leistungsverbesserungen von bis zu 50 % erreichen.
Die Wertanalyse hat sich über Jahrzehnte (seit 1947) in der Praxis bewährt. Das Ersparnispotenzial ist zumeist hoch, da überflüssige Funktionen (bzw. Funktionserfüllung) eines Produkts korrigiert, neue Lösungen gefunden und somit „unnötige Kosten“ eliminiert werden.

## Besonderheiten der Funktionenanalyse der Wertanalyse
Bei der Funktionenanalyse ist es wichtig, einen dem Untersuchungsobjekt und den Zielen angepassten Abstraktionsgrad zu erzielen. Ein zu geringer Grad verfehlt eventuelle Innovationsmöglichkeiten. Ein zu hoher Grad bringt keine oder schwierig zu realisierende Ideen hervor und ist zudem sehr kosten- und zeitintensiv.
Ein Beispiel ist hierfür eine Benzinpumpe. Die Funktion hierzu könnte "Benzin pumpen" lauten. Hierbei ist der Abstraktionsgrad jedoch etwas zu gering, besser wäre "Flüssigkeit fördern". Auf diesem Weg wird ein breiteres Suchfeld erschlossen.

## Organisatorische Verankerung der Wertanalyse in Europa
Für die Weiterentwicklung der Wertanalyse bzw. Value Management in Europa ist der EGB (European Governing Board of the Value Management Training and Certification System) zuständig. Dieser hat derzeit elf Mitgliedsländer in Europa. Pro europäischem Land sorgt eine NVO (National Value Organisation) für die nationalen Anliegen zum Thema Wertanalyse/ Value Management. Seit über 60 Jahren wird die Wertanalyse in Deutschland weiterentwickelt. Dies spiegelt sich in einer intensiven Richtlinienarbeit wider.

## Ausbildung / Qualifikation Wertanalytiker VDI
Die Ausbildung zum Wertanalytiker VDI erfolgt in drei Modulen.
Ausgangspunkt ist das Basismodul 1, in welchem die Grundlagen des Value Managements und die unterstützenden Methoden und Werkzeuge geschult werden.
In Modul 2 und 3 werden die Inhalte vermittelt, die bei der Planung und Durchführung der Value Management Projekte benötigt werden.
Unterschiedliche Seminaranbieter bieten eine international EGB zertifizierte Ausbildung hierzu an.